# Maria-Hilf-Kirche (Mannheim)

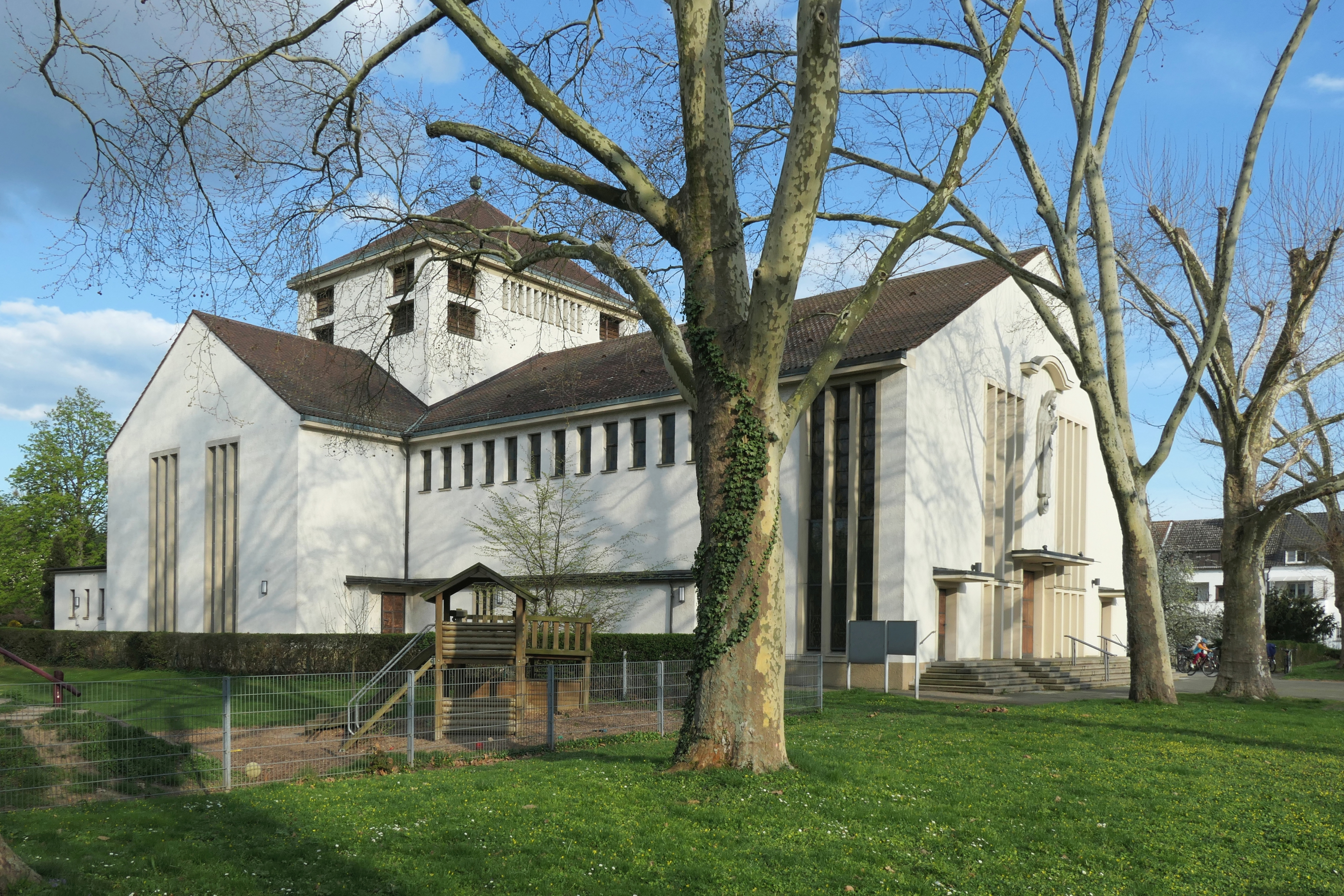
Maria-Hilf-Kirche

Die Maria-Hilf-Kirche ist eine römisch-katholische Kirche im Mannheimer Stadtteil Almenhof. Sie wurde 1954 nach den Plänen von Albert Boßlet und Erwin van Aaken erbaut.

## Geschichte
Die Almenhofsiedlung wurde ab 1921 planmäßig nach den Ideen der Gartenstadt-Bewegung angelegt. Kirchlich gehörte sie zum Teil zur Neckarauer St.-Jakobus-Kirche und zum Teil zur Lindenhöfer St.-Josef-Kirche. 1929 wurde ein Gemeindehaus mit angeschlossener Kapelle erstellt, die am 3. November St. Paul geweiht wurde. Die Namenswahl erfolgte zu Ehren des Theologen der Evangelischen Freiheit, weil die Straßen in Almenhof nach Freiheitskämpfern benannt worden waren. Die Seelsorge nahmen Kapläne der Neckarauer St.-Jakobus-Pfarrei vor. Bereits 1932 errichtete Erzbischof Conrad Gröber die Pfarrkuratie St. Paul.

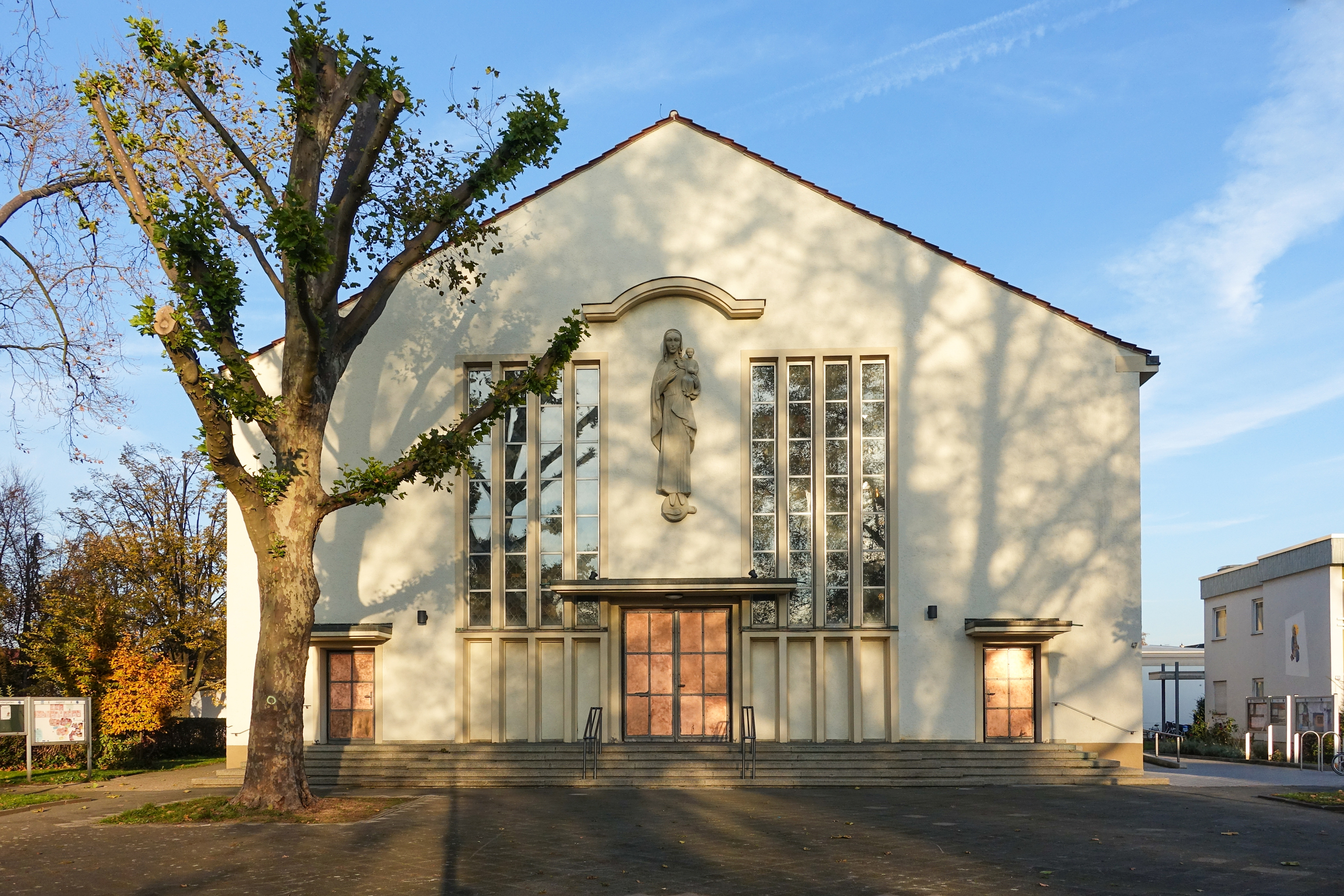
Westseite mit Maria-Skulptur über dem Haupteingang

1935 gründete sich ein Kirchenbauverein. Drei Jahre später wurde der Kirchenbau beantragt. Für 1939 war ein Architektenwettbewerb geplant. Dazu kam es allerdings nicht mehr durch den Ausbruch des Zweiten Weltkriegs, in dem die St.-Paul-Kapelle beschädigt wurde. Nach dem Krieg besuchte Oberbürgermeister Josef Braun das Kloster Benediktbeuern, wo er mit den Salesianern Don Boscos in Kontakt kam. Aus den Gesprächen resultierend übernahmen sie 1948 das Jugendwerk Almenhof der Caritas und bekamen im Jahr darauf auch das Pastorat der Pfarrkuratie übertragen.
1954 schließlich erfolgte am 20. April der erste Spatenstich für die neue Kirche, die unter dem Patronat Maria, Hilfe der Christen steht. Die Pläne stammten von den Architekten Albert Boßlet und Erwin van Aaken, die Bauleitung übernahm der Mannheimer Josef Freienstein. Nach nur neunmonatiger Bauzeit konnte am 22. Dezember desselben Jahres die Kirche benediziert werden und im Jahr darauf, am 24. September 1955, wurde sie von Missionsbischof Augustin Olbert, einem Angehörigen der Steyler Missionare, geweiht. An der künstlerischen Ausgestaltung waren Emil Sutor und Hans Baumhauer beteiligt.
Am 1. Juli 1959 errichtete Erzbischof Hermann Schäufele die selbständige Pfarrgemeinde Maria-Hilf, erster Pfarrer wurde P. Walter Weishaupt SDB († 1978). 1974 wurde die Kirche renoviert und nach den Erfordernissen der Liturgiereform des Zweiten Vatikanischen Konzils umgebaut. Die Kanzel wurde entfernt und der Altar von der Chorwand weg in den Raum gerückt. Außerdem erhielt die Kirche zur Verbesserung der Akustik eine Holzdecke. P. Weishaupt folgten als Pfarrer der Gemeinde Maria-Hilf zunächst P. Philipp Hollerbach SDB und dann am 1. September 1979 P. Herbert Hermle SDB nach. Nach 53 Jahren Tätigkeit im Stadtteil Almenhof mussten die Salesianer Don Boscos im Juli 2002 ihre Niederlassung in Mannheim aufgeben. Die Gemeinden Maria-Hilf, St. Jakobus und St. Josef schlossen sich zur Seelsorgeeinheit Mannheim-Südwest zusammen.

## Beschreibung

Innenraum

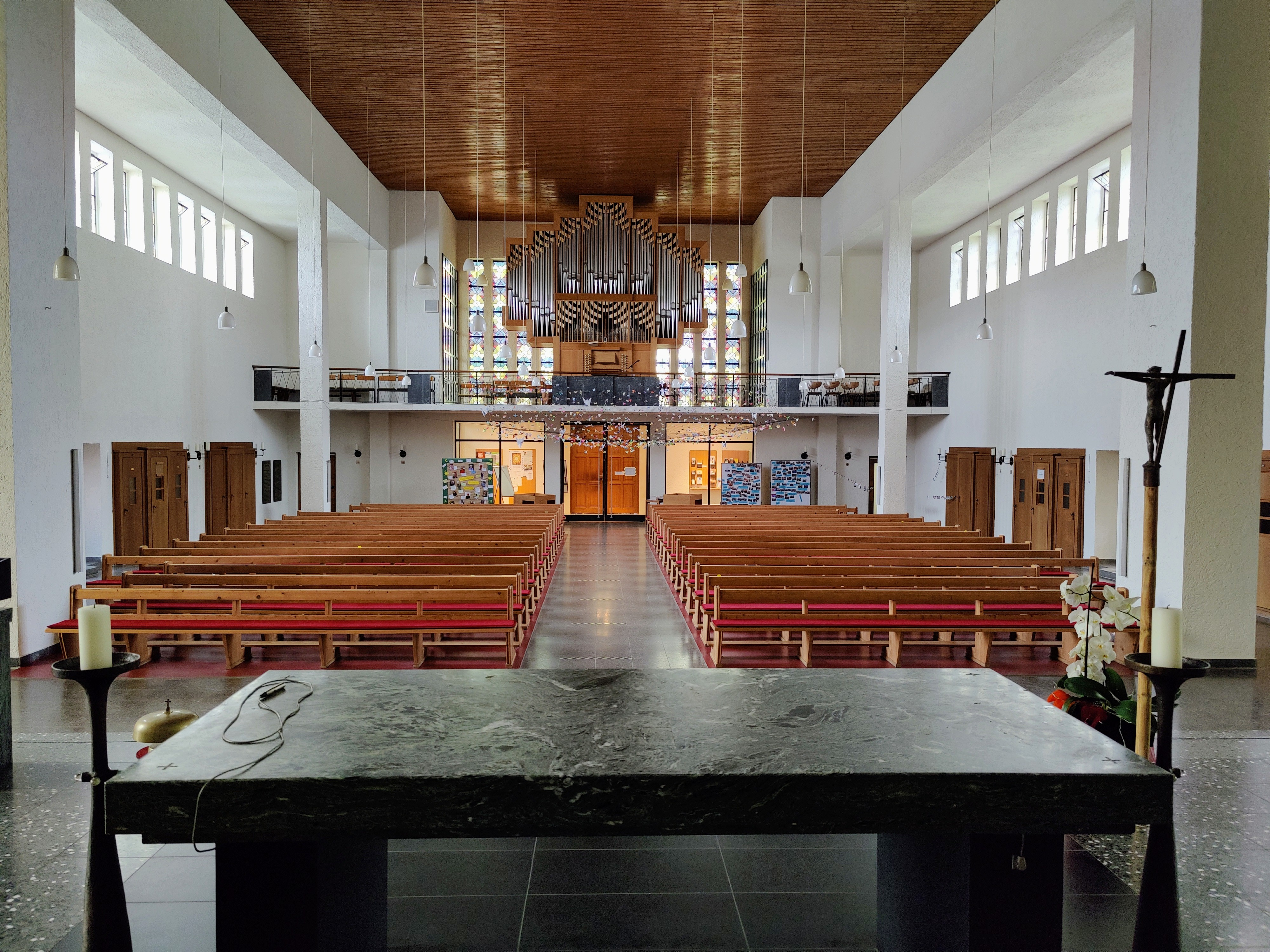
Innenraum mit Blick zur Orgel

Die Maria-Hilf-Kirche befindet sich im Zentrum von Almenhof. Der von Satteldächern bedeckte, dreischiffige Putzbau besitzt ein Querschiff mit Vierungsturm, der von einem Kreuz bekrönt ist. Die repräsentative Hauptfront schmückt eine überlebensgroße Maria-Figur. An der Längsseite sind schmale Obergadenfenster während die großen Fenster des Querschiffes bis zum Boden heruntergezogen sind. Die Grundrissgestaltung mit dem zentralen Altar war zur Entstehungszeit, noch vor der Liturgiereform des Zweiten Vatikanischen Konzils, sehr modern und die Maria-Hilf-Kirche wurde als eindrucksvollster katholischer Neubau der Mannheimer Nachkriegszeit gewürdigt.
Die Vierung in der Kirche ist mit viereckigen Farbfeldern bemalt. Die Mosaike sind Werke der Künstlerin G.P. Leonhard (Gertrud Leonhard geb. Püttmann). Sie stellen die Hauptpatronin und die drei Nebenpatrone dar: hinter dem Altar Maria, außerdem Paulus, Konrad von Parzham und Johannes Bosco mit seinem Schüler Dominikus Savio. 1974 wurde an der vorderen rechten Säule eine weitere Andachtsstätte gestaltet, eine Pietà, die eine originalgetreue Nachbildung eines Werks aus dem 15. Jahrhundert aus Fulda ist.

### Orgel

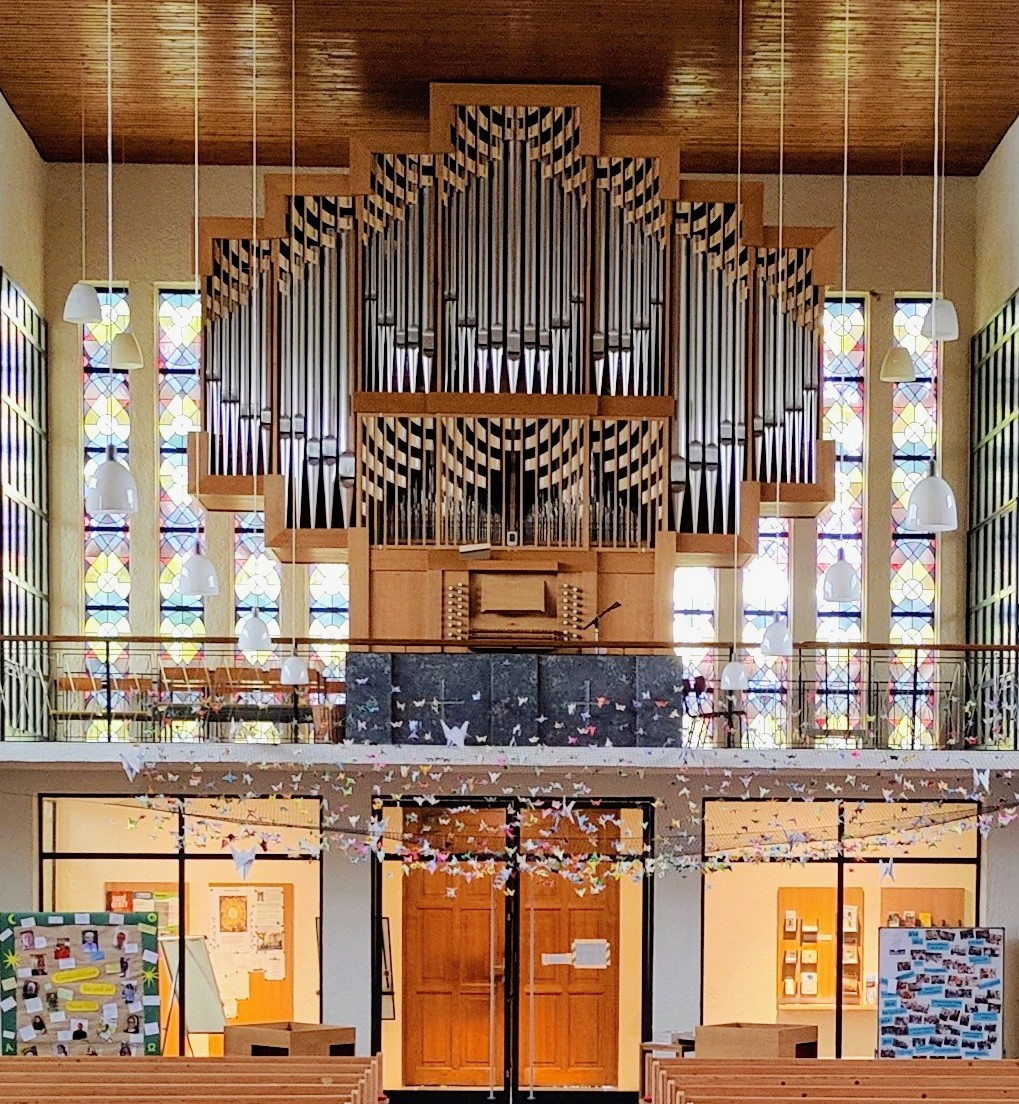
Orgel

Die Orgel wurde 1983 von Hartwig Späth gebaut. Sie hat 28 Register und drei Vorzüge auf zwei Manualwerken und Pedal. Der Spieltisch hat 3 Manuale – das erste Manual ist Koppelmanual.
| II Hauptwerk C–g3 |                      |       |
| 01.               | Principal            | 8'    |
| 02.               | Gedackt              | 8'    |
| 03.               | Gamba                | 8'    |
| 04.               | Octave               | 4'    |
| 05.               | Rohrflöte            | 4'    |
| 06.               | Octave               | 2'    |
| 07.               | Quinte (Vorab Nr. 8) | 1 ⁄3' |
| 08.               | Mixtur IV            | 1 ⁄3' |
| 09.               | Cornett V            |       |
| 10.               | Trompete             | 8'    |
| 11.               | Clairon              | 4'    |
|                   | Zimbelstern          |       |

| III Brustwerk C–g3 |                         |       |
| 12.                | Principal               | 8'    |
| 13.                | Bordun                  | 8'    |
| 14.                | Flöte                   | 8'    |
| 15.                | Salicional              | 8'    |
| 16.                | Praestant               | 4'    |
| 17.                | Blockflöte              | 4'    |
| 18.                | Nasard (Vorab Nr. 20)   | 2 ⁄3' |
| 19.                | Hohlflöte               | 2'    |
| 20.                | Sesquialter II          | 2 ⁄3' |
| 21.                | Sifflett (Vorab Nr. 22) | 1'    |
| 22.                | Scharff IV              | 1'    |
| 23.                | Clarinette              | 8'    |
| 24.                | Oboe                    | 8'    |
|                    | Tremulant               |       |

| Pedalwerk C–f1 |                |         |
| 25.            | Subbaß         | 16'     |
| 26.            | Octavbaß       | 08'     |
| 27.            | Gedacktbaß     | 08'     |
| 28.            | Quintbaß       | 05 1⁄3' |
| 29.            | Hintersatz III |         |
| 30.            | Posaune        | 16'     |
| 31.            | Trompete       | 08'     |

- Koppeln: I/P, II/P
- Spielhilfen: zwei Kombinationen

### Geläut
Bis 1970 läutete im Glockenturm eine Leihglocke, ehe dann 1971 die von Friedrich Wilhelm Schilling gegossene Glocke „Maria Helferin der Christen“ beschafft wurde. Vier weitere Glocken folgten 1990, die von der Karlsruher Glocken- und Kunstgießerei gegossen wurden. Die Tonfolge des Geläuts folgt dem Salve-Regina-Motiv und ist mit den Glocken der beiden evangelischen Kirchen auf dem Almenhof, der Markuskirche und der Lukaskirche, abgestimmt.
| Glocke | Name                        | Gussjahr | Gewicht | Durchmesser | Schlagton |
| ------ | --------------------------- | -------- | ------- | ----------- | --------- |
| 1      | Heiligste Dreifaltigkeit    | 1990     | 1618 kg | 1349 mm     | d1 ±0     |
| 2      | Maria Helferin der Christen | 1970     | 1200 kg | 1233 mm     | e1 +1     |
| 3      | Paulus                      | 1990     | 0939 kg | 1119 mm     | fis1 ±0   |
| 4      | Heiligkreuz                 | 1990     | 0637 kg | 0972 mm     | a1 +2     |
| 5      | Don Bosco                   | 1990     | 0452 kg | 0869 mm     | h1 +1     |